# Montecorto
Montecorto es una localidad y municipio español situado en la parte occidental de la provincia de Málaga, en la comunidad autónoma de Andalucía. Limita con el municipio malagueño de Ronda, y con los municipios gaditanos de Olvera, El Gastor y Grazalema.
El municipio montecorteño fue creado el 17 de octubre de 2014 por segregación del término municipal de Ronda, convirtiéndose así en el número 102 de la provincia de Málaga. Desde el año 2002 ya gozaba de cierta autonomía al concederle el régimen de entidad local autónoma (o ELA).

## Geografía
El término municipal cuenta con 48,05 km² y linda en una gran parte con la provincia de Cádiz (con los términos municipales de Grazalema y El Gastor) y con el término municipal de Ronda. Una parte del término municipal de Montecorto está incluida dentro del parque natural Sierra de Grazalema (declarado Reserva de la Biosfera por la Unesco y Zona de Especial Protección para las Aves -ZEPA-).
El pueblo está situado a los pies del Pico Malaver.
| Noroeste: El Gastor (prov. Cádiz)          | Norte: Olvera (prov. Cádiz)          | Noreste: Ronda |
| Oeste: El Gastor y Grazalema (prov. Cádiz) | Puntos cardinales                    | Este: Ronda    |
| Suroeste: Grazalema (prov. Cádiz)          | Sur: Grazalema (prov. Cádiz) y Ronda | Sureste: Ronda |

## Naturaleza
Una parte del término municipal se encuentra dentro del parque natural Sierra de Grazalema. Desde 2015 se celebra la prueba deportiva Trial XII Pilares. Doce Pilares, El Nacimiento y Rincón del Nacimiento son fuentes situadas en el pueblo de Montecorto. Se puede realizar la ruta de senderismo de la Gran Senda de la Serranía de Ronda GR 141.

## Historia
En Montecorto concurren una serie de características peculiares de orden histórico que se remontan al Neolítico, asociado a pequeñas comunidades agrícolas que se asentaron en el lugar por la fertilidad de sus tierras, la abundancia de agua y la existencia de otros recursos importantes en la mina de Malaver, desde la prehistoria empleada para la obtención de sílex para la fabricación de útiles y herramientas, y también cobre, hierro, plomo y plata. Del período romano son las ruinas de Lacibula, relacionada con Acinipo, ciudad romana que se beneficiaba del auge de la minería del hierro de la mina Malaver. Del periodo de Al-Ándalus también hay importantes vestigios en la zona.

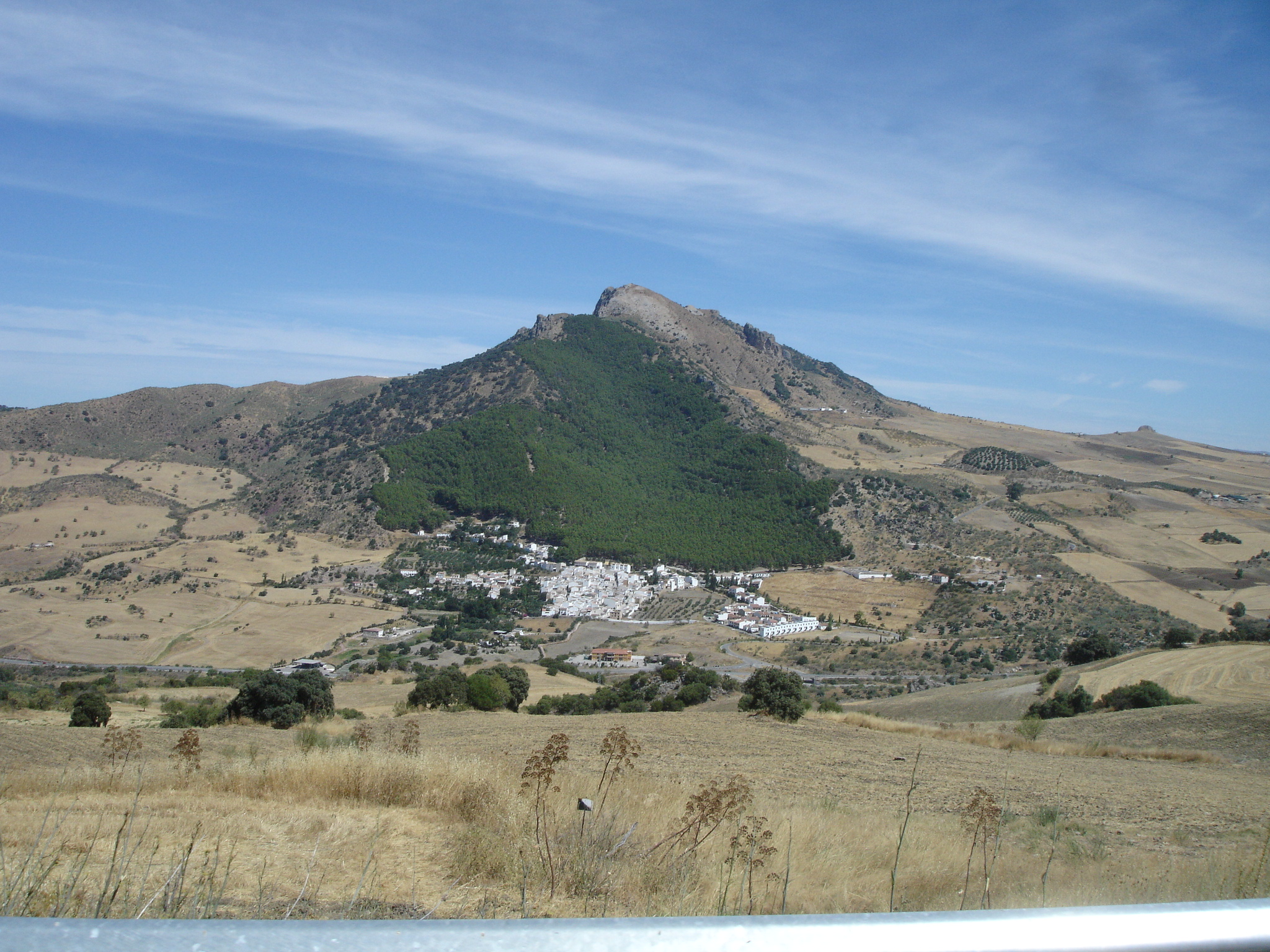
Vista de Montecorto.

Pero es a finales del siglo XV e inicios del siglo XVI cuando se tuvo constancia documental de la localidad de Montecorto. Concretamente, tras la toma de Ronda en 1485 durante la Guerra de Granada el territorio se consideró bajo la jurisdicción realenga, constituyéndose una serie de municipios rurales mudéjares, directamente dependientes de la Corona, entre los que se encontraba Ronda, El Burgo, Setenil, Audita y Montecorto, entre otros, adscribiéndose al Arzobispado de Sevilla. La actividad en la minas de hierro de Malaver tuvo su auge entre 1871 y 1892.
A Montecorto se le concedió el régimen de entidad local autónoma en julio de 2002. En 2014 se convirtió en un municipio independiente de Ronda.

## Geografía humana

### Demografía
| Gráfica de evolución demográfica de Montecorto entre 2021 y 2021                                                      |
| |
| Población de derecho según los censos de población del INE. Población de hecho según los censos de población del INE. |

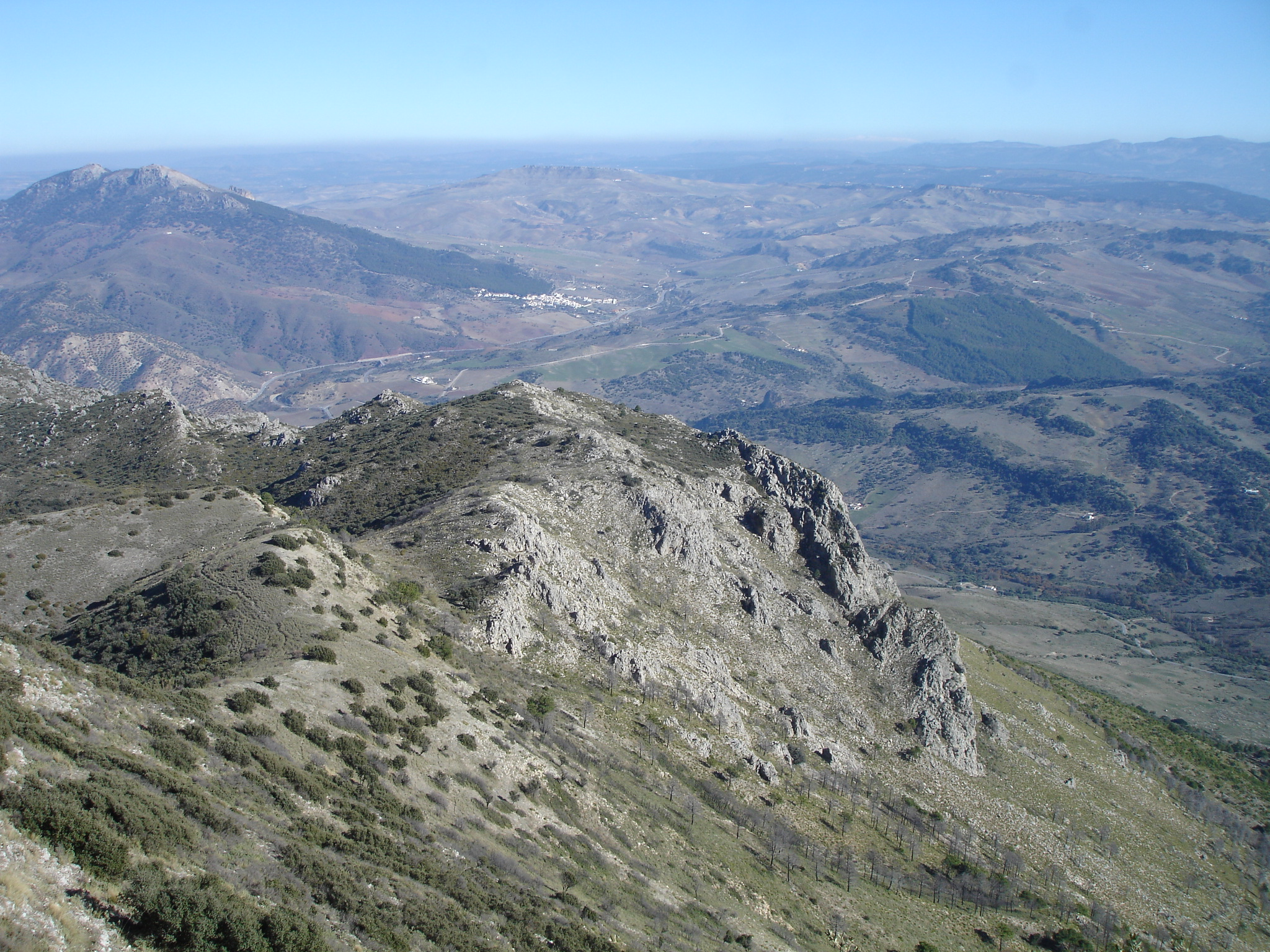
Montecorto desde el Cerro Coros (puerto de las Palomas).

Su población es de 589 (2020), de la que un 76 por ciento vive en diseminados en el término municipal.

### Infraestructuras y equipamientos
Cuenta con el CEIP Joaquín Peinado de infantil y primaria. Además cuenta con un consultorio médico del Servicio Andaluz de Salud y pertenece al área sanitaria Serranía de Ronda.